# 国际社会主义 (政党)
国际社会主义（西班牙语：Socialismo Internacional）是乌拉圭的一个已不存在的托洛茨基主义组织。该组织原名革命左翼，后改现名。该组织出版刊物《颠倒的世界》。该组织是国际社会主义倾向的成员。